# قائم اسلامی‌خواه
قائم اسلامی‌خواه (زادهٔ ۲۷ دی ۱۳۷۳ در دهدشت) بازیکن فوتبال اهل ایران است که در پست هافبک برای باشگاه فوتبال ملوان بندرانزلی در لیگ برتر خلیج فارس بازی می‌کند.

## سوابق باشگاهی و ملی
نفت و گاز گچساران
در سال ۲۰۱۵ تا ۲۰۱۶ در این تیم لیگ یکی بازی انجام داد و فوتبال حرفه ایی خود را از این باشگاه شروع کرد.
بادران
از باشگاه‌هایی که در آن بازی کرده‌است می‌توان به بادران است به مدت دو فصل در این تیم ۳۶ بازی و هفت گل به ثبت رساند.
تراکتور
و تراکتور  با قراردادی به مدت دو فصل به این باشگاه تبریزی پیوست.
ماشین سازی
بعد از دو فصل بازی در باشگاه فوتبال تراکتور سازی با قرار دادی به مدت یک فصل به باشگاه فوتبال ماشین‌سازی تبریز پیوست. 
مس رفسنجان
بعد از یک فصل حضور در باشگاه فوتبال ماشین‌سازی تبریز  با قرار دادی به مدت سه فصل به باشگاه فوتبال مس رفسنجان تحت هدایت محمد ربیعی سرمربی وقت این تیم پیوست و بازی های درخشانی انجام داد.
هوادار
در سال ۲۰۲۳ با قرار دادی به باشگاه فوتبال هوادار پیوست و هم اکنون در این تیم مشغول به بازی است.
وی در تیم ملی فوتبال جوانان ایران و همچنین تیم ملی فوتسال در رده نوجوانان و جوانان بازی انجام داده‌است.